# Mézy-sur-Seine
Mézy-sur-Seine je obec v departementu Yvelines a regionu Île-de-France. Leží 50 kilometrů od Paříže. Název obce je odvozen z galo-románského Masius.

## Geografie
Sousední obce: Juziers, Hardricourt, Les Mureaux a Oinville-sur-Montcient.
Na jeho území se rozkládá národní park Vexin.

## Památky
- kostel Saint-Germain, stavba ze 13. století
- zámek z 15. století
- Villa Paul Poiret z první poloviny 20. století

## Vývoj počtu obyvatel
Počet obyvatel

## Slavní obyvatelé a rodáci
- Berthe Morisot, malířka
- Zemřela zde skladatelka Lili Boulanger